# 2006年全國體育大會滑水比賽
全國第三屆體育大會滑水項目由5月22日至5月24日於蘇州市太湖渡假區舉行，共設13個小項，包括：男子花樣、男子赤腳、男子回旋、男子特技跳躍、男子尾波、男子跳躍、女子花樣、女子赤腳、女子回旋、女子特技跳躍、女子尾波、女子跳躍和雙人技術。

## 獎牌分佈情況

### 男子

#### 男子花樣
| 獎牌 | 運動員         | 分數   |
| 金牌 | 史隆飛（江西） | 9320分 |
| 銀牌 | 鄭雙雨（水利） | 4880分 |
| 銅牌 | 倫思博（北京） | 4760分 |

#### 男子回旋
| 獎牌 | 運動員         | 分數 |
| 金牌 | 金龍（香港）   | 5分  |
| 銀牌 | 任紅亮（北京） | 4分  |
| 銅牌 | 陳忠文（廣東） | 3分  |

#### 男子赤腳
男子赤腳小項決賽於5月23日下午5:10至6:00，廣東代表陳忠文、四川代表黃開勇同以1400分取得銀牌。
| 獎牌 | 運動員         | 分數   |
| 金牌 | 楊鑫（四川）   | 4750分 |
| 銀牌 | 陳忠文（廣東） | 1400分 |
| 銀牌 | 黃開勇（四川） | 1400分 |

#### 男子跳躍
| 獎牌 | 運動員         | 分數   |
| 金牌 | 陳忠文（廣東） | 50.2分 |
| 銀牌 | 舒振益（水利） | 49.6分 |
| 銅牌 | 鄭智輝（廣東） | 47.4分 |

#### 男子尾波
| 獎牌 | 運動員         | 分數     |
| 金牌 | 羅堅（廣東）   | 122.84分 |
| 銀牌 | 黃磊鈺（四川） | 121.55分 |
| 銅牌 | 張豪龍（香港） | 94.06分  |

#### 男子特技跳躍
5月24日的男子特技跳躍小項決賽中，四川與廣東以1000分同得銅牌。
| 獎牌 | 運動員 | 分數   |
| 金牌 | 四川   | 2700分 |
| 銀牌 | 廣西   | 1150分 |
| 銅牌 | 四川   | 1000分 |
| 銅牌 | 廣東   | 1000分 |

### 女子

#### 女子花樣
| 獎牌 | 運動員         | 分數   |
| 金牌 | 宋宇菲（北京） | 7060分 |
| 銀牌 | 許馨元（廣東） | 7000分 |
| 銅牌 | 蔣慧（北京）   | 6690分 |

#### 女子赤腳
| 獎牌 | 運動員         | 分數   |
| 金牌 | 陶佳（四川）   | 1200分 |
| 銀牌 | 宋鈺（四川）   | 600分  |
| 銅牌 | 齊文麗（四川） | 100分  |

#### 女子回旋
女子回旋小項決賽，黃美麗與李菊情在兩次的加賽後，最終決出冠軍。
| 獎牌 | 運動員         | 分數   |
| 金牌 | 黃美麗（北京） | 2分    |
| 銀牌 | 李菊情（香港） | 1分    |
| 銅牌 | 劉妍妮（水利） | 1.75分 |

#### 女子跳躍
| 獎牌 | 運動員         | 分數   |
| 金牌 | 馮梅（四川）   | 65分   |
| 銀牌 | 黃美麗（北京） | 64.8分 |
| 銅牌 | 占坤丹（廣東） | 54分   |

#### 女子特技跳躍
女子特技跳躍小項決賽，廣東在加賽中再奪500分，而江西在加賽中未有得分，最終廣東以1500分贏得金牌。
| 獎牌 | 運動員 | 分數   |
| 金牌 | 廣東   | 1500分 |
| 銀牌 | 江西   | 1000分 |
| 銅牌 | 四川   | 250分  |

#### 女子尾波
| 獎牌 | 運動員         | 分數     |
| 金牌 | 陳莉莉（四川） | 104.43分 |
| 銀牌 | 萬偉丹（江西） | 61.98分  |
| 銅牌 | 李海燕（廣東） | 59.04分  |

### 雙人技巧賽
| 獎牌 | 隊伍 | 分數     |
| 金牌 | 廣東 | 894.98分 |
| 銀牌 | 湖北 | 877.54分 |
| 銅牌 | 廣東 | 861.24分 |